# Anne-Birgitte Fonsmark
Anne-Birgitte Fonsmark (geboren 11. November 1950 in Frederiksberg) ist eine dänische Kunsthistorikerin und Kuratorin. Sie leitete von 1995 bis 2023 das Museum Ordrupgaard in Ordrup. Schwerpunkte ihrer Arbeit sind die dänische und französische Kunst des 19. Jahrhunderts.

## Leben
Anne-Birgitte Fonsmark kam 1950 als Tochter der Zahnärztin Birgit Fonsmark, geborene Andreasen, und des Literaturhistorikers und Journalisten Henning Fonsmark in Frederiksberg zur Welt. Nach der schulischen Ausbildung studierte sie Kunstgeschichte an der Universität Kopenhagen und schloss das Studium 1980 mit dem Grad Magister ab.  Während des Studiums forschte sie in Paris zu Paul Gauguin. Von 1981 bis 1988 und erneut von 1992 bis 1995 war sie an der Kopenhagener Ny Carlsberg Glyptotek als Kuratorin tätig. Ab 1995 leitete sie das Museum Ordrupgaard im Kopenhagener Vorort Ordrup. Unter ihrer Leitung erfolgte der Erweiterung des Museums durch die Anbauten von Zaha Hadid 2005 und dem Team Snøhetta 2021 sowie die Einbeziehung des benachbarten Wohnhauses des Designers Finn Juhl 2008. Sie hat bedeutende Ausstellungen in Dänemark und im Ausland kuratiert und zahlreiche Texte zur dänischen und französischen Kunst des 19. Jahrhunderts veröffentlicht. Ende 2023 beendete sie ihr Amt als Direktorin des Museums.

## Veröffentlichungen (Auswahl)
- Monet in Norway. Ordrupgaard, Charlottenlund 1996, ISBN 87-88692-14-0.
- mit Mikael Wivel: Impressionists in town. Ordrupgaard, Charlottenlund 1996, ISBN 87-88692-16-7.
- French sculpture: Catalogue Ny Carlsberg Clyptotek. Ny Carlsberg Glyptotek, Kopenhagen 1999, ISBN 87-7452-221-3.
- mit Richard R. Brettell: Gauguin and Impressionism. Yale University Press, New Haven 2005, ISBN 0-300-11003-0.
- mit Dieter Buchhart: Peder Balke – ein Pionier der Moderne, modernismens norske pioner. Ausstellungskatalog Kunsthalle Krems und Ordrupgaard in Charlottenlund, Kehrer, Heidelberg 2008, ISBN 978-3-86828-016-6.
- mit Felix Krämer und Naoki Sato: Hammershøi. Royal Academy of Arts, London und Harry N. Abrams, New York 2008, ISBN 978-1-905711-28-4.
- mit Dorothee Hansen und Gry Hedin: Gustave Caillebotte. Ausstellungskatalog Kunsthalle Bremen, Ordrupgaard in Charlottenlund und Museo Thyssen-Bornemisza in Madrid, Hatje Cantz, Ostfildern 2008, ISBN 978-3-7757-2190-5.
- mit Nina Zimmer: James Ensor aus dem Königlichen Museum für Schöne Künste Antwerpen und Schweizer Sammlungen. Ausstellungskatalog Ordrupgaard in Charlottenlund und Kunstmuseum Basel, Hatje Cantz, Ostfildern 2013, ISBN 978-3-7757-3721-0.
- mit Patrice Deparpe, Dominique Szymusiak und Hans Christian Gulløv: Matisse and the Eskimos – an Overlooked Chapter in Art. Ordrupgaard, Charlottenlund 2015, ISBN 978-87-88692-31-0.
- mit Pierre Curie: Les impressionnistes de la collection Ordrupgaard: Corot, Cézanne, Monet, Renoir, Gauguin. Ausstellungskatalog Musée Jacquemart-André, Paris 2017, ISBN 978-94-6230-186-3.
- mit Katie Hanson: Impressionismus. Meisterwerke aus der Sammlung Ordrupgaard. Ausstellungskatalog Hamburger Kunsthalle 2019, Wienand, Köln 2019, ISBN 978-3-86832-532-4.
- mit Daniel Marchesseau: Trésors Impressionnistes: La Collection Ordrupgard, Degas, Cézanne, Monet, Renoir, Gauguin, Matisse. Fondation Gianadda, Martigny 2019, ISBN 978-2-88443-167-5.

## Auszeichnungen
- 2006: Gauguinpreis der Martha & Paul René Gauguin Foundation[8]
- 2000: Ritter des Dannebrogorden[9]